# Ivan Galamian
Ivan Alexander Galamian (ur. 23 stycznia 1903 w Tebrizie, Iran, zm. 14 kwietnia 1981 w Nowym Jorku, USA) – amerykański skrzypek i pedagog urodzony w Iranie, pochodzenia ormiańskiego. Był jednym z najbardziej wpływowych pedagogów skrzypiec w XX wieku.

## Życiorys
Ivan Galamian przeprowadził się z rodziną do Rosji w 1904. Studiował w  Moskwie pod kierunkiem Konstantina Mostrasa. Później  pobierał lekcje gry na skrzypcach w Paryżu pod kierunkiem francuskiego pedagoga Luciena Capeta. W 1937 przeniósł się na stałe do Stanów Zjednoczonych, gdzie nauczał w Curtis Institute of Music w Filadelfii oraz w Juilliard School w Nowym Jorku. W 1944 założył Meadowmount Summer School of Music w Westport, szkołę działającą w okresie letnim przez 7 tygodni.
Autor m.in. wielokrotnie wydawanego podręcznika gry na skrzypcach pt. Principles of Violin Playing & Teaching.
Do studentów Galamiana należeli m.in. Itzhak Perlman, Pinchas Zukerman, Piotr Janowski i Charles Treger.